# Pyotr Leonidovich Kapitsa

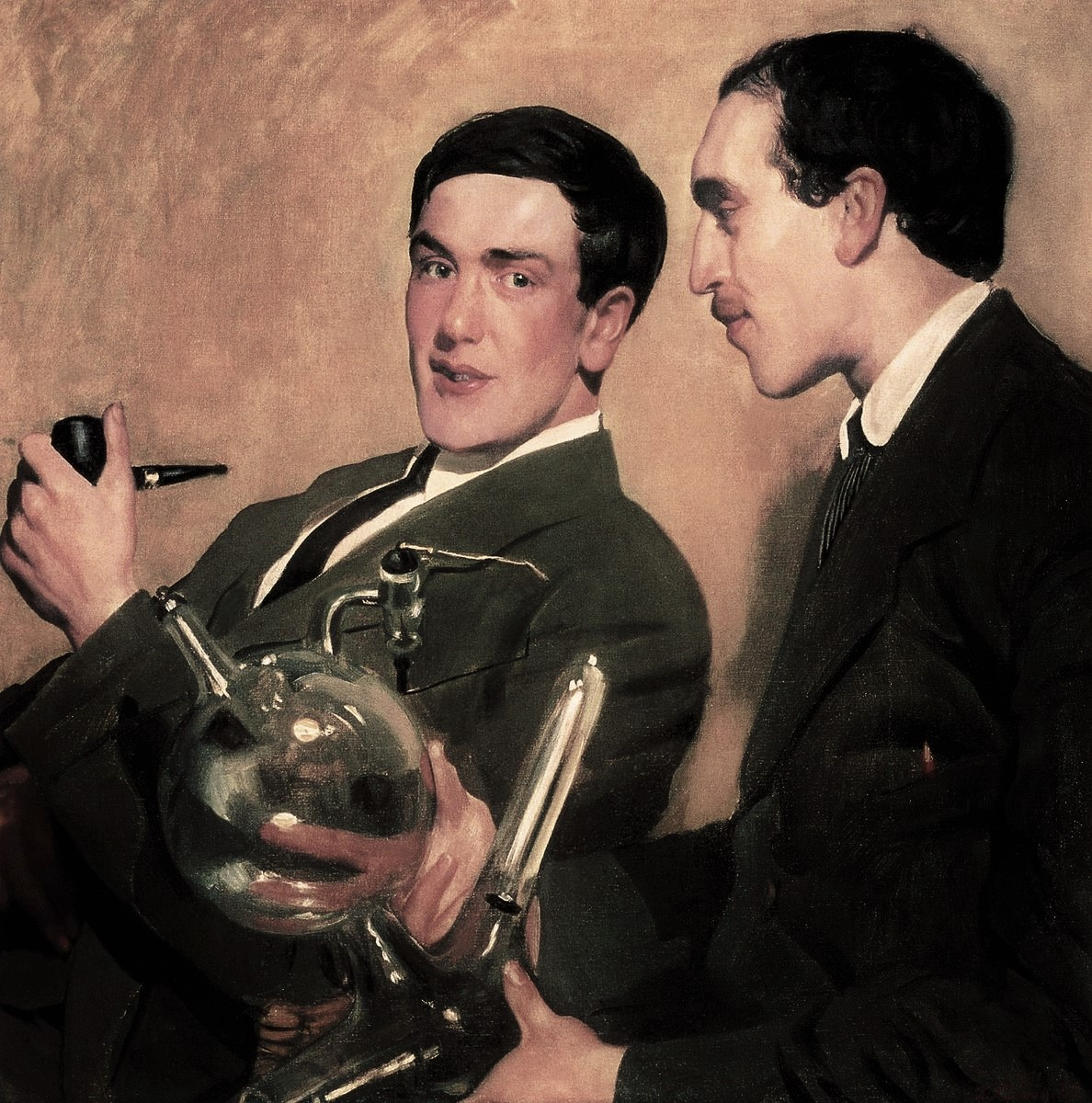
Pyotr Leonidovich Kapitsa

Pyotr Leonidovich Kapitsa (tiếng Nga: Пётр Леонидович Капица) (26 tháng 6 [lịch cũ 9 tháng 7] năm 1894, Kronstadt - 8 tháng 4 năm 1984, Moskva) - nhà văn, nhà vật lý học. Ông nhận giải Nobel vật lý năm 1978 cho những đóng góp trong vật lý nhiệt độ thấp.